# Liste der Biografien/Witz
Liste der Biografien |
Portal Biografien |
Personensuche
# |
A |
B |
C |
D |
E |
F |
G |
H |
I |
J |
K |
L |
M |
N |
O |
P |
Q |
R |
S |
T |
U |
V |
W |
X |
Y |
Z |
?
 
Wa |
Wc |
Wd |
We |
Wh |
Wi |
Wj |
Wl |
Wn |
Wo |
Wr |
Ws |
Wt |
Wu |
Ww |
Wy |
Wz
 
Wia |
Wib |
Wic |
Wid |
Wie |
Wif |
Wig |
Wih |
Wii |
Wij |
Wik |
Wil |
Wim |
Win |
Wio |
Wip |
Wir |
Wis |
Wit |
Wiv |
Wiw |
Wix |
Wiz
 
Wita |
Witb |
Witc |
Witd |
Wite |
Witg |
With |
Witi |
Witj |
Witk |
Witl |
Witm |
Witn |
Wito |
Witp |
Witr |
Wits |
Witt |
Witu |
Witv |
Witw |
Witz
Die Liste der Biografien führt alle Personen auf, die in der deutschsprachigen Wikipedia einen Artikel haben. Dieses ist eine Teilliste mit 144 Einträgen von Personen, deren Namen mit den Buchstaben „Witz“ beginnt.

## Witz
- Witz, Claude (* 1949), französischer Rechtswissenschaftler
- Witz, Emanuel (1717–1797), Schweizer Maler
- Witz, Friedrich (1894–1984), Schweizer Journalist und Verleger
- Witz, Friedrich August (1806–1880), deutscher Kinderdarsteller, Opernsänger (Tenor), Theaterschauspieler, Opernregisseur, Tanzlehrer und Übersetzer
- Witz, Heinrich (1924–1997), deutscher Maler und Grafiker
- Witz, Isaac P. (* 1934), israelischer Immunologe und Krebsforscher
- Witz, Konrad, deutsch-schweizerischer Maler
- Witz, Laurent (* 1975), französischer Animator
- Witz, Martin (* 1956), Schweizer Filmregisseur und Drehbuchautor
- Witz, Michael, der Jüngere († 1588), Plattner, Harnischmacher

### Witza
- Witza, Katharina, deutsche Schauspielerin
- Witzan († 795), Heerführer und König des westslawischen Stammesverbandes der Abodriten und Vasall der Franken
- Witzany, Franz (1890–1949), österreichischer Landwirt und Politiker
- Witzany, Günther (* 1953), österreichischer Philosoph
- Witzany, Hans (1881–1955), österreichischer Politiker (SdP), Abgeordneter zum Nationalrat
- Witzany, Rudolf (1911–1945), sudetendeutscher Redakteur und Schriftsteller
- Witzany, Walter (* 1943), österreichischer Radiomoderator

### Witze
- Witzel, Adolph (1847–1906), deutscher Zahnmediziner und Hochschullehrer
- Witzel, Christian (* 1971), deutscher Mediziner, Facharzt für Plastische Chirurgie und Rekonstruktive Medizin
- Witzel, Clemens (1816–1893), deutscher Kirchenmaler
- Witzel, Frank (* 1955), deutscher SchriftstellerFrank Witzel (* 1955)

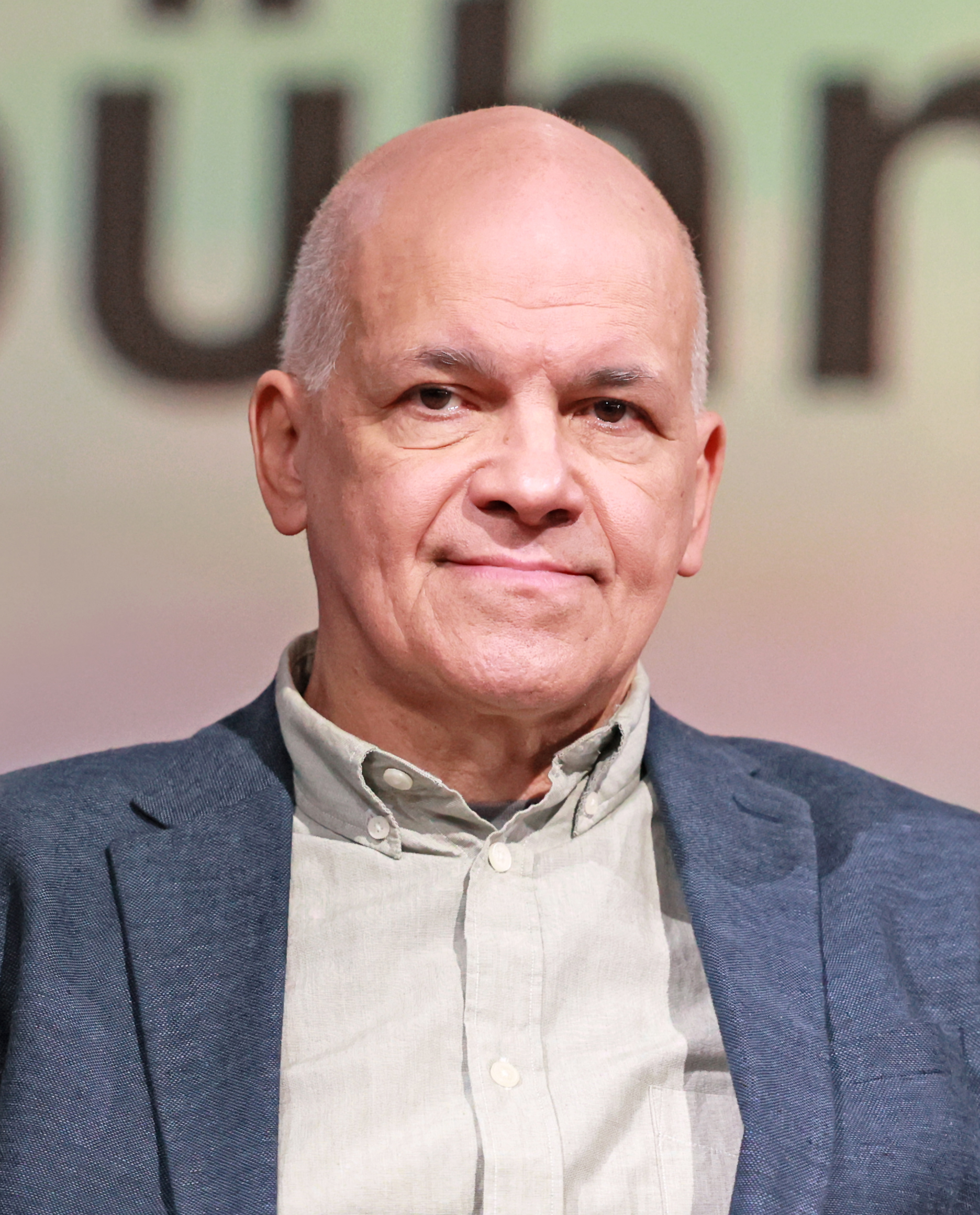
Frank Witzel (* 1955)

- Witzel, Fritz (* 1932), deutscher Motorradrennfahrer
- Witzel, Georg (1501–1573), deutscher Theologe und Gegner Luthers
- Witzel, Gitta (* 1989), deutsche Schauspielerin
- Witzel, Herbert (1924–1996), deutscher Biochemiker und Hochschullehrer
- Witzel, Holger (* 1968), deutscher Journalist und Autor
- Witzel, Josef (1847–1916), Bürgermeister, Mitglied des Provinziallandtages der Provinz Hessen-Nassau
- Witzel, Josef Rudolf (1867–1925), deutscher Illustrator, Karikaturist, Plakatkünstler und Maler
- Witzel, Michael (* 1943), deutscher Indologe
- Witzel, Oskar (1856–1925), deutscher Mediziner
- Witzel, Ralf (* 1972), deutscher Politiker (FDP), MdL
- Witzel, Reiner (* 1967), deutscher Jazz-Musiker (Saxophon, Flöte, Klarinette, EFX) Komponist und Fotograf
- Witzel, Walter (* 1949), deutscher Politiker (Bündnis 90/Die Grünen), MdL
- Witzel, Wilson (* 1968), brasilianischer Politiker der rechtsgerichteten und evangelikal-fundamentalistischen Partido Social Cristão
- Witzel, Winfried (1932–2014), deutscher Dramaturg und Autor
- Witzelbach, Clara von, deutsche Adelige, die als Taufgesinnte verfolgt wurde
- Witzell, Karl (1884–1976), deutscher Generaladmiral im Zweiten Weltkrieg, Chef des Marinewaffenhauptamtes
- Witzell, Louis (1849–1911), preußischer Generalleutnant
- Witzemann, Herta-Maria (1918–1999), deutsche Innenarchitektin und Hochschullehrerin
- Witzemann, Wolf (1924–1991), österreichischer Filmarchitekt und Fernseh-Szenenbildner
- Witzenbacher, Marc (* 1971), evangelischer Theologe, Prälat der Evangelischen Landeskirche in Südbaden
- Witzendorff, Adolf Friedrich von (1737–1772), deutscher Gutsherr und Prinzenerzieher am Hof von Neustrelitz
- Witzendorff, Adolf Friedrich von (1747–1818), deutscher Gutsherr, letzter Dompropst im Hochstift Lübeck
- Witzendorff, August Christian von (1704–1763), deutscher Jurist, Hofrichter im Herzogtum Sachsen-Lauenburg und Domdekan im Hochstift Lübeck
- Witzendorff, Bodo von (1876–1943), deutscher General der Flieger im Zweiten Weltkrieg
- Witzendorff, Dietrich Wilhelm von (* 1661), deutscher Jurist, Domdekan im Hochstift Lübeck und Landrat in Lauenburg
- Witzendorff, Ernst von (1828–1896), mecklenburgischer Ministerialbeamter
- Witzendorff, Hans-Jürgen von (1893–1961), deutscher Generalleutnant im Zweiten Weltkrieg, Genealoge
- Witzendorff, Hieronymus von (1627–1690), deutscher Hofbeamter, Oberlanddrost und Bergrat
- Witzendorff, Karl von (1824–1891), preußischer General der Kavallerie
- Witzendorff, Ottokar von (1824–1890), deutscher Gutsbesitzer und Landrat
- Witzenleiter, Kim Jens (* 1986), deutscher Hörspielproduzent, Autor, Regisseur und Verleger
- Witzenmann, Heinrich (1829–1906), deutscher Erfinder
- Witzenmann, Herbert (1905–1988), deutscher Anthroposoph, Philosoph und Schriftsteller
- Witzenmann, Walter (1908–2004), deutscher Humanist, Wissenschafts- und Kulturförderer, Politiker (FDP) und Unternehmer
- Witzens, Udo (* 1941), deutscher Politologe und Orientalist
- Witzer, Brigitte (* 1958), deutsche Executive Coachin, Autorin und Kunstschaffende

### Witzg
- Witzgall, Christoph (* 1929), deutschamerikanischer angewandter Mathematiker
- Witzgall, Rudolph (1853–1913), deutscher Turnlehrer, Funktionär des Deutschen Turner-Bundes
- Witzger, Günter (* 1931), deutscher Fußballspieler

### Witzi
- Witziers-Timmer, Nettie (1923–2005), niederländische Leichtathletin
- Witzig, Christian (* 2001), Schweizer Fussballspieler
- Witzig, Hans (1889–1973), Schweizer Kunsthistoriker, Plastiker, Illustrator, Grafiker und Autor
- Witzig, Heidi (* 1944), Schweizer Historikerin
- Witzig, Louise (1901–1969), Schweizer Fotografin, Trachten-, Volkstanz- und Brauchtumsforscherin
- Witzig, Rudolf (1916–2001), deutscher Militär, Luftlandepionieroffizier der Wehrmacht
- Witzig, Ueli (* 1946), Schweizer Designer
- Witzigmann, Eckart (* 1941), österreichischer KochEckart Witzigmann (* 1941)

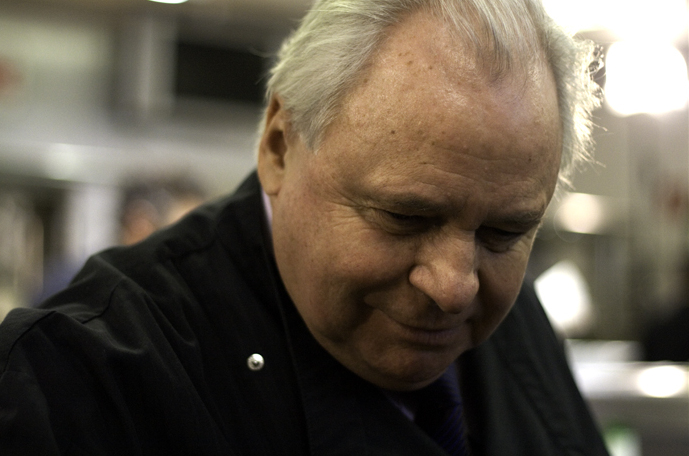
Eckart Witzigmann (* 1941)

- Witzigmann, Max (* 1974), österreichischer Autor
- Witzigmann, Véronique (* 1970), österreichische Feinkost-Unternehmerin und Buchautorin
- Witzinger, Robert (1882–1930), Schweizer Jurist und Verleger

### Witzk
- Witzka, Carl Bonaventura (1768–1848), deutscher katholischer Geistlicher und Komponist
- Witzke, Bodo (* 1955), deutscher Fernsehjournalist und Dokumentarfilmer
- Witzke, Daniel (* 1971), deutscher Schauspieler, Sänger, Regisseur und Musicalproduzent
- Witzke, Harald von (* 1949), deutscher Agrarökonom und Hochschullehrer
- Witzke, Karl-Heinz (* 1938), deutscher Diplomat, Botschafter der DDR
- Witzke, Luca (* 1999), deutscher Handballspieler
- Witzke, Thomas (* 1963), deutscher Mineraloge und Geochemiker
- Witzko, Karl-Heinz (1953–2022), deutscher Roman- und Fantasyautor

### Witzl
- Witzleben, Adam Ernst Rochus von (1791–1868), oldenburgischer Oberstallmeister und Geheimer Rat
- Witzleben, Adam Heinrich von (1673–1751), deutscher Kommandant und Obristwachtmeister
- Witzleben, Adam Levin von (1688–1745), deutscher Konferenzrat und Oberlanddrost in dänischen Diensten
- Witzleben, Adam Levin von der Jüngere (1721–1766), dänischer Offizier und Gutsbesitzer
- Witzleben, Alexander von (* 1963), deutscher Manager
- Witzleben, Arthur von (1835–1905), deutscher Politiker
- Witzleben, August von (1808–1880), preußischer Generalleutnant und Militärschriftsteller
- Witzleben, Benno von (1808–1872), sächsischer Generalleutnant
- Witzleben, Cäsar von (1823–1882), deutscher Historiker
- Witzleben, Christoph Burckhard von (1687–1732), dänischer Kammerjunker, Landrat und Jägermeister
- Witzleben, Eduard von (1850–1920), deutscher Generalmajor
- Witzleben, Elisabeth von (1905–1992), deutsche Kunsthistorikerin
- Witzleben, Eric von (1847–1919), preußischer Generalmajor
- Witzleben, Erik von (1884–1958), deutscher Vertriebenenfunktionär
- Witzleben, Erwin von (1881–1944), deutscher Offizier und Generalfeldmarschall im Dritten ReichErwin von Witzleben (1881–1944)

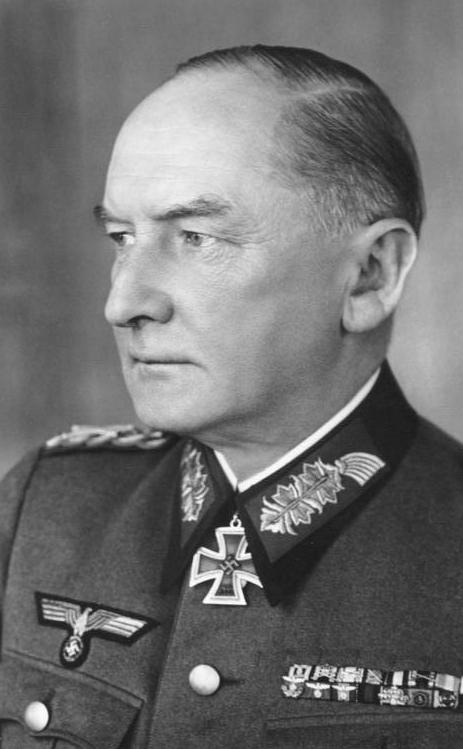
Erwin von Witzleben (1881–1944)

- Witzleben, Ferdinand von (1800–1859), preußischer Generalleutnant
- Witzleben, Friedrich Hartmann von (1722–1788), Geheimer Rat und Oberhofmarschall in Weimar sowie Besitzer der Rittergüter Martinroda und Elgersburg
- Witzleben, Friedrich Karl von (1864–1947), deutscher Generalleutnant, Ministerialrat und Direktor des Hauptversorgungsamtes Berlin
- Witzleben, Friedrich Ludwig von (1755–1830), deutscher Forstmann, Staatsrat, Minister und Generaldirektor
- Witzleben, Friedrich von (1802–1873), deutscher Kammerherr und Schlosshauptmann
- Witzleben, Friedrich Wilhelm von (1714–1791), deutscher Rittergutsbesitzer
- Witzleben, Georg Hartmann von (1766–1841), preußischer Beamter
- Witzleben, Hans Heinrich von (1713–1771), deutscher Kreishauptmann
- Witzleben, Hartmann von (1805–1878), preußischer Beamter, Oberpräsident Provinz Sachsen
- Witzleben, Heinrich Günther von (1755–1825), preußischer Generalmajor und zuletzt Inspekteur der Garde-, Garnisonstruppen und Invaliden
- Witzleben, Heinrich von (1509–1561), Besitzer der Burg Wendelstein
- Witzleben, Heinrich von (1761–1818), preußischer Oberst und Oberforstmeister
- Witzleben, Hermann von (1816–1890), preußischer Kammerherr, Premierleutnant, Rechtsritter des Johanniterordens und Gutsbesitzer
- Witzleben, Hermann von (1864–1938), preußischer Generalmajor
- Witzleben, Hermann von (1892–1976), deutscher Generalmajor
- Witzleben, Irmgard von (1896–1944), deutsche Künstlerin und Widerstandskämpferin
- Witzleben, Job von (1783–1837), preußischer Generalleutnant und Kriegsminister
- Witzleben, Job von (1813–1867), preußischer Generalmajor
- Witzleben, Job von (1859–1923), deutscher Marineoffizier
- Witzleben, Job von (1916–1999), deutscher Offizier der Wehrmacht und der NVA
- Witzleben, Johannes Theodor von (1831–1879), dänisch-deutscher Schauspieler
- Witzleben, Karl August von (1773–1839), deutscher Schriftsteller
- Witzleben, Konstantin von (1784–1845), preußischer Generalleutnant, Kommandant der Festung Glatz
- Witzleben, Kurt Veit von (1645–1719), dänischer Oberjägermeister und Landdrost
- Witzleben, Margarethe von (1853–1917), Begründerin der Schwerhörigenbewegung in Deutschland
- Witzleben, Max von (1812–1888), preußischer Generalmajor
- Witzleben, Maximilian von (1803–1861), deutscher Amtmann
- Witzleben, Monika von (* 1968), deutsche Schauspielerin
- Witzleben, Rochus von (1758–1826), dänischer Kammerherr
- Witzleben, Walther von (1865–1949), sächsischer Generalmajor
- Witzleben, Wolf Dietrich Arnold von (1627–1684), kursächsischer Beamter
- Witzleben, Wolf-Dietrich von (1886–1970), deutscher Unternehmer
- Witzleben-Alt-Doebern, Heinrich von (1854–1933), preußischer Unternehmer und Politiker
- Witzler, Horst (* 1932), deutscher Fußballtrainer
- Witzlinger, Michael (1888–1971), deutscher Politiker (CSU), MdL Bayern
- Witzlsperger, Josef (1838–1907), deutscher Landwirt und Politiker (Zentrum), MdR

### Witzm
- Witzmann, August (1809–1881), deutscher Orgelbauer
- Witzmann, Carl (1883–1952), österreichischer Architekt des Jugendstils
- Witzmann, Emil (1845–1890), deutscher Orgelbauer
- Witzmann, Erich (* 1945), österreichischer Historiker und Journalist
- Witzmann, Georg (1871–1958), deutscher Politiker (DVP)
- Witzmann, Johann Benjamin (1782–1814), deutscher Orgelbauer
- Witzmann, Konrad (1900–1946), deutscher Jurist und Politiker (NSDAP)
- Witzmann, Louis (1812–1877), deutscher Orgelbauer
- Witzmann, Reingard (* 1948), österreichische Volkskundlerin
- Witzmann, Thomas (1958–2025), deutscher Musiker (Schlagzeug) und Komponist

### Witzo
- Witzø, Hallvar (* 1984), norwegischer Kurzfilm-Regisseur

### Witzs
- Witzschel, August (1813–1876), deutscher klassischer Philologe und Gymnasiallehrer
- Witzschel, Benjamin (1822–1860), Mathematiker und Lehrer
- Witzschel, Eberhard (* 1941), deutscher Politiker (DDR-CDU, CDU), MdL